# Kamareh Gareh
Kamareh Gareh (persiska: کمره گره) är en ort i Iran.   Den ligger i provinsen Kermanshah, i den nordvästra delen av landet, 400 km väster om huvudstaden Teheran. Kamareh Gareh ligger 1 364 meter över havet och antalet invånare är 703.
Terrängen runt Kamareh Gareh är varierad. Runt Kamareh Gareh är det ganska tätbefolkat, med 185 invånare per kvadratkilometer. Närmaste större samhälle är Kāmyārān, 8,3 km norr om Kamareh Gareh. Trakten runt Kamareh Gareh består till största delen av jordbruksmark.